# Comté de Saint-Louis (Missouri)
Pour les articles homonymes, voir Saint-Louis et Comté de Saint Louis.
Le comté de Saint-Louis est un comté de l'État américain du Missouri.

## Comtés voisins
- Comté de Jefferson (au sud)
- Comté de Franklin (à l'ouest)
- Comté de Saint Charles (au nord-ouest et nord)
- Ville de Saint-Louis (à l'est)
- Comté de Madison (à l'est)
- Comté de Saint Clair (au sud-est)
- Comté de Monroe (au sud-est)

## Transports
- Interstate 44
- Interstate 55
- Interstate 64
- Interstate 70
- Interstate 170
- Interstate 255
- Interstate 270
- U.S. Route 40
- U.S. Route 50
- U.S. Route 61
- U.S. Route 66
- U.S. Route 67
- Missouri Route 21
- Missouri Route 100
- Missouri Route 141
- Missouri Route 364
- Missouri Route 367
- Missouri Route 370
- Lindbergh

Les infrastructures aéroportuaires de l'Aérodrome de Spirit-of-st-Louis et de l'Aéroport international de Lambert-Saint-Louis.

## Images

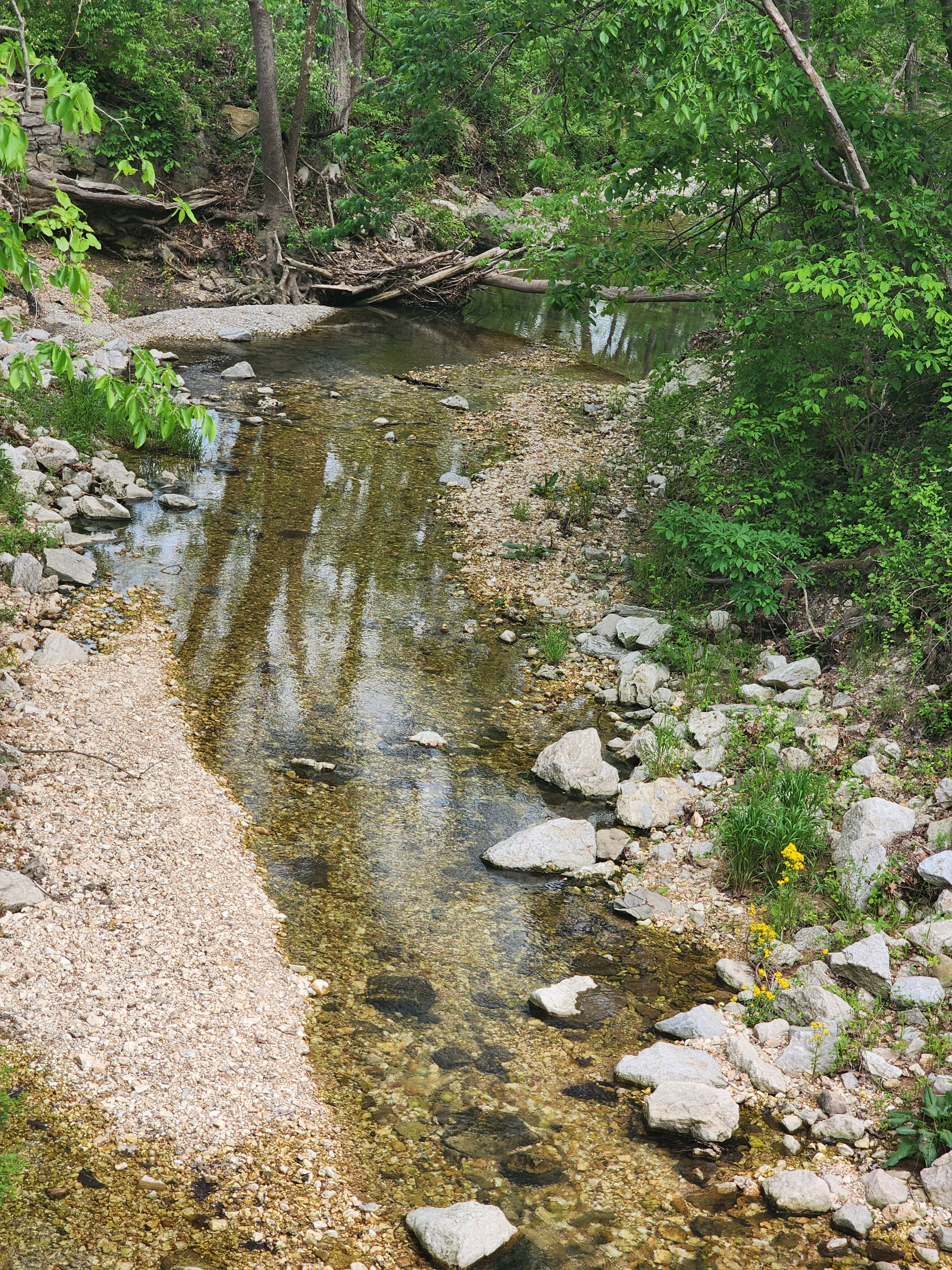
Hamilton Creek.
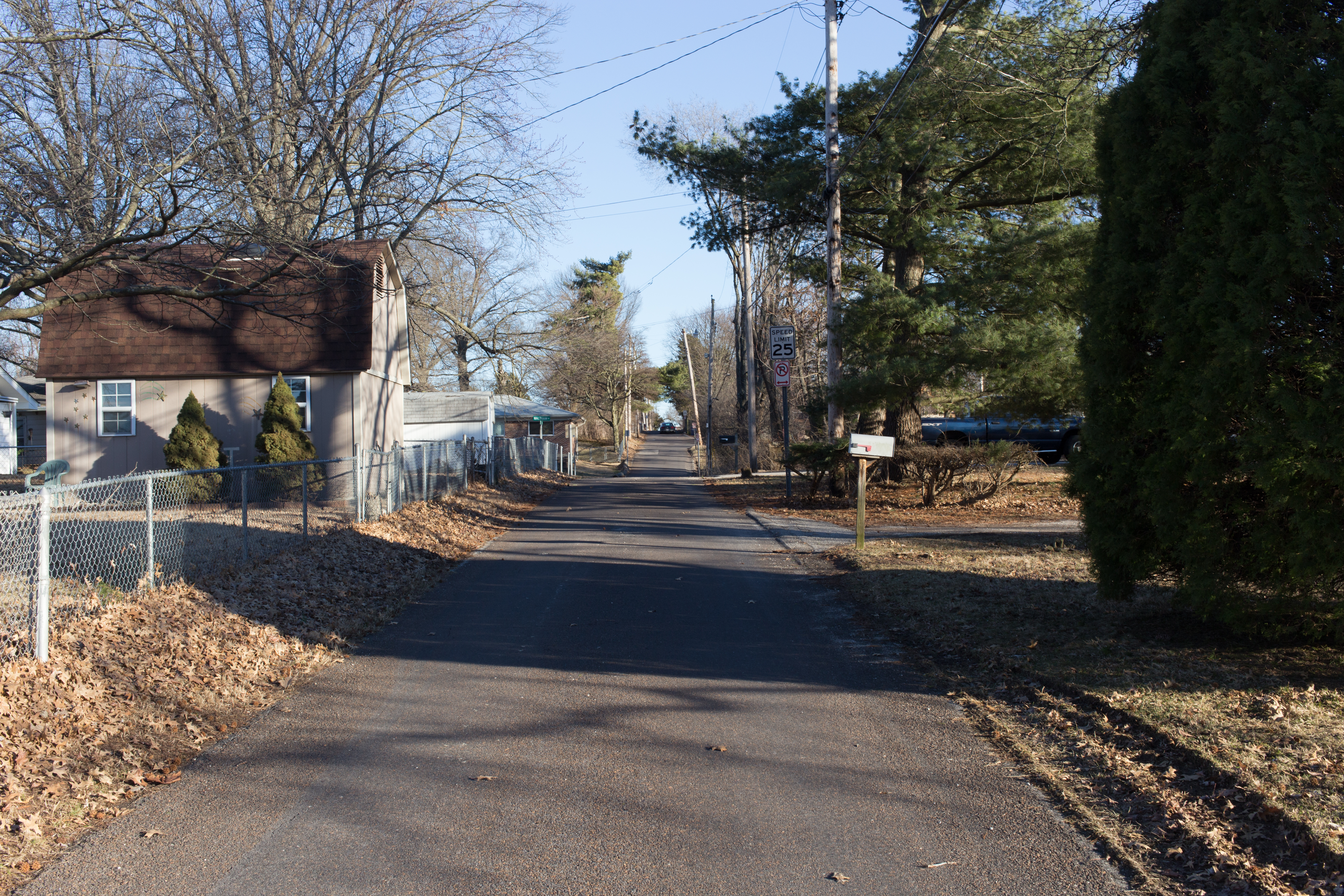
Jeffersonian Lane à Mehlville.
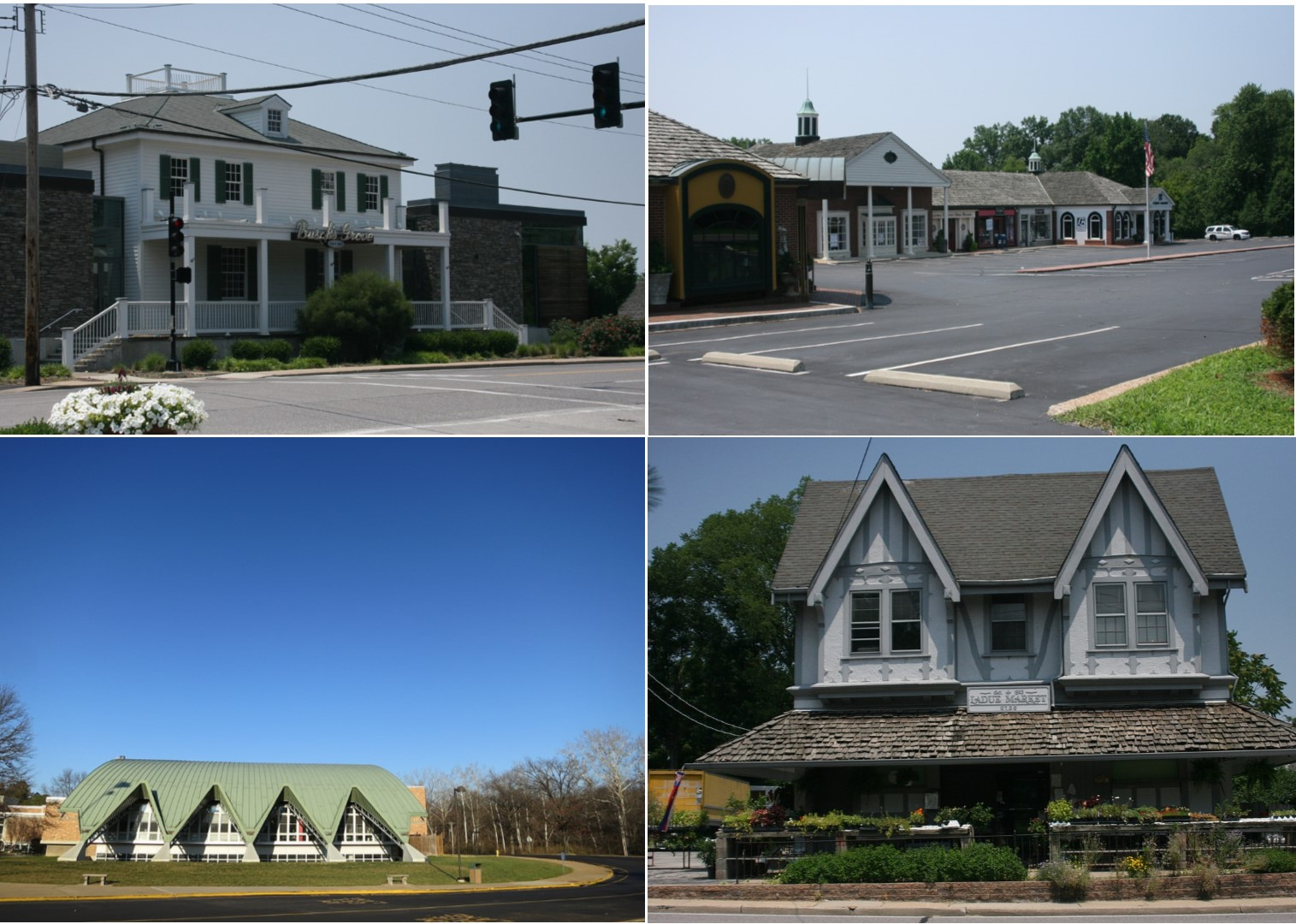
Montage de photos de Ladue.
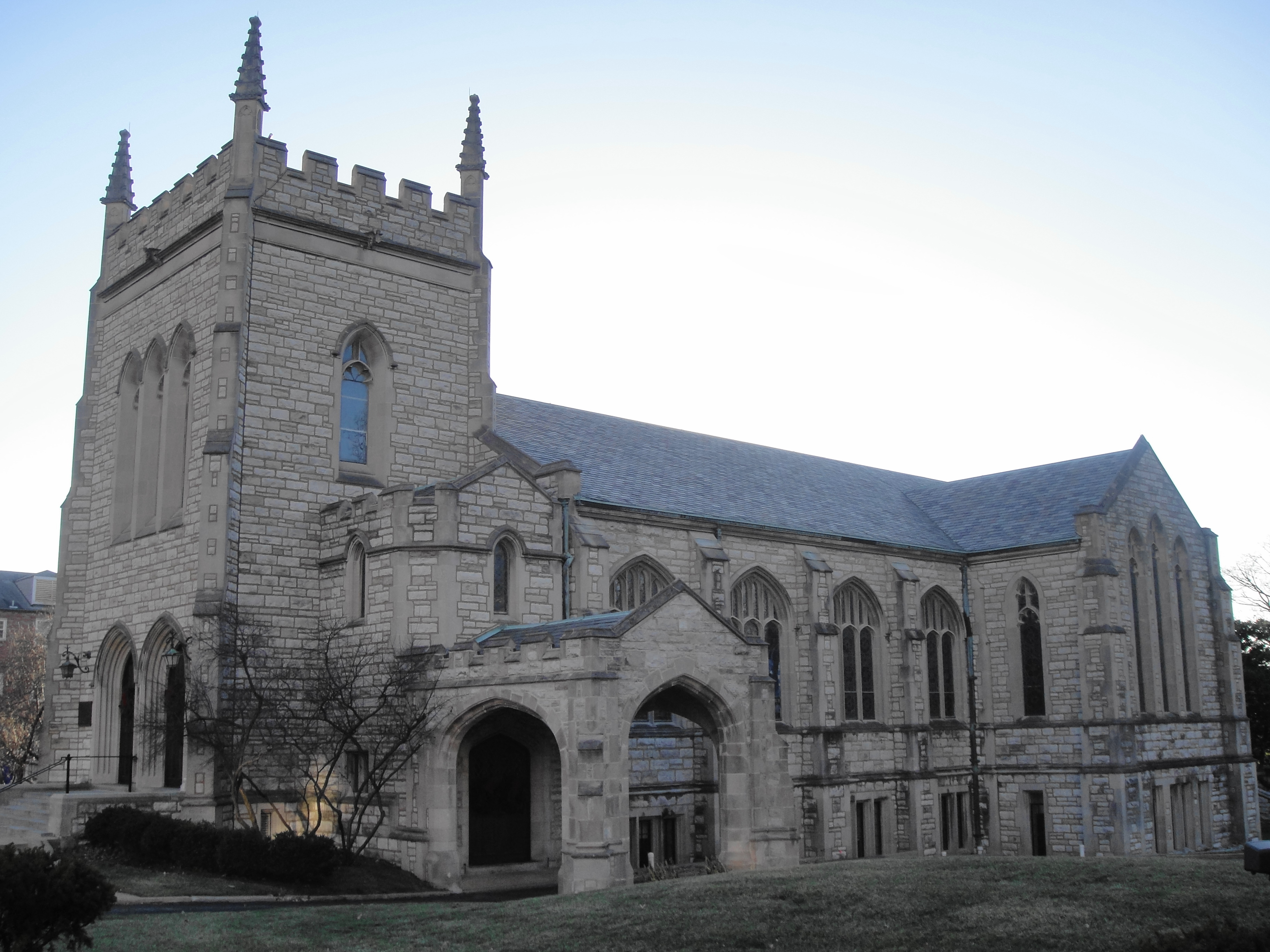
Église presbytérienne de Clayton.